# Деш Михок
Дешијел Рејмонд „Деш” Мајхок (енгл. Dashiell Raymond "Dash" Mihok; Њујорк, Њујорк, 24. мај 1974) амерички је филмски и телевизијски глумац.